# Najti i obezvredit'
Najti i obezvredit' (Найти и обезвредить) è un film del 1982 diretto da Georgij Kuznecov.

## Trama
Il film racconta di una compagnia di amici che vanno in vacanza a Semirečensk. All'improvviso c'è stato un omicidio e il furto di una grossa somma di denaro, ei personaggi decidono di aiutare la milizia a trovare i criminali.